# Brooke Langton
Brooke Langton (Phoenix, 27 de noviembre de 1970) es una actriz estadounidense. Se dio a conocer con el papel de Samantha Reilly en la serie Melrose Place.

## Biografía
Brooke creció en un pequeño pueblo de Arizona. Su padre, Jackson Langton era geólogo y su madre enfermera de quirófano. Más tarde se mudó a Illinois y Texas. Asistió a la Universidad Estatal de San Diego en calidad de estudiante de biología marina. Trabajó como modelo, principalmente en Japón, antes de comenzar su carrera como actriz.

## Carrera
El primer papel de importancia de Langton fue en la serie de televisión Melrose Place, en el papel de Samantha Reilly Campbell. Tras la conclusión de esta serie, fue protagonista en La Red, una serie melodramática basada en la película homónima de 1995. Langton interpretó a Angela Bennett, el papel que interpretó Sandra Bullock en la película original.
También obtuvo un papel junto a Keanu Reeves y Gene Hackman en la película de 2000 The Replacements, y obtuvo un papel menor en 1996 en Swingers como Nikki. Además de estas películas ha protagonizado una serie de películas como Partner(s) junto a Jay Harrington y Julie Bowen, Playing Mona Lisa con Alicia Witt y Kiss the Bride con Alyssa Milano. Su último papel fue en la película Primeval, estrenada en enero de 2007, así como una aparición en el vídeo musical de la canción "(You Want to) Make a Memory" de Bon Jovi. Su papel como esposa del personaje de Kyle Chandler en la película The Kingdom, lanzada en septiembre de 2007, finalmente no se editó.

## Filmografía
- 1992 : Freshman Dorm: Sex, Truth and Theatre (televisión): Nikki
- 1992 : Baywatch: River of No Return: Part 1 (televisión): Tanya
- 1994 : Terminal Velocity: Jump Junkie #2
- 1994 : Moment of Truth: A Mother's Deception (televisión): Kim McGill
- 1995 : Beach House: Caitlin
- 1995 : Eye of the Stalker: A Moment of Truth movie (televisión): Elizabeth « Beth » Knowlton
- 1995 : Extreme (televisión): Sarah Bowen
- 1996 : Sliders : Daelin Richards
- 1996 : Young Indiana Jones: Travels with Father (televisión): Rebecca Donelly
- 1996 : Swingers: Nikki
- 1996 : Listen: Sarah Ross
- 1997 : The Small Hours
- 1997 : Mixed Signals: Judy
- 1998 : Reach the Rock: Lise
- 1998-1999 : La Red (televisión): Angela Bennett
- 2000 : Playing Mona Lisa: Sabrina
- 2000 : The Replacements: Annabelle Farrell
- 2002 : Kiss the Bride: Nicoletta 'Niki' SposMrato
- 2003 : The Break (televisión)
- 2005 : Partners: Lucy
- 2005 : Weeds (televisión)
- 2006 : Monk: Mr. Monk goes to the Dentist (televisión): Terri
- 2006 : The Benchwarmers: Kathy Dobson
- 2006 : Beautiful Dreamer: Claire Kelly
- 2007-2008 : Life (televisión): Constance Griffiths
- 2007 : Primeval: Aviva Masters
- 2009 : The Closer: Dead Man's Hand (televisión)
- 2015 : "Impact Earth": "Stella Harrison"